# Pouldouran
Pouldouran är en kommun i departementet Côtes-d'Armor i regionen Bretagne i nordvästra Frankrike. Kommunen ligger i kantonen La Roche-Derrien som tillhör arrondissementet Lannion. År 2018 hade Pouldouran 167 invånare.

## Befolkningsutveckling
Antalet invånare i kommunen Pouldouran
Referens:INSEE